# 国学館高等学校
国学館高等学校（こくがくかんこうとうがっこう）とは、秋田県秋田市千秋明徳町に位置する私立の高等学校。設置主体は学校法人敬愛学園。

## 設置学科
- 普通科
  - 大進課程…主に進学を目指すコース
    - Aコース…難関の国立大学・公立大学・私立大学及び省庁大学校（大学相当の施設に限る）等を目指すコース
    - Bコース…比較的容易な国立大学・公立大学・私立大学・短期大学及び入試のある専門学校・各種国家資格等を目指すコース

  - 普通課程…主に就職を目指すコース
    - Aコース…国家公務員・地方公務員、都市銀行・地方銀行、入社試験のある企業等の就職を目指すコース
    - Bコース…一般企業の就職を目指すコース
- 調理科…高校卒業資格と調理師免許（国家試験免除）が同時に取得できる学科

## 沿革
- 1907年（明治40年）5月 - 秋田市茶町梅の丁に秋田女子技芸学校が開校
- 1908年（明治41年）6月 - 秋田市土手長町に移転
- 1917年（大正6年）2月 - 手芸科および師範科開科（現在は閉科）
- 1919年（大正8年）
  - 4月 - 裁縫講習科開科（現在は閉科）
  - 12月 - 秋田市下中城町（現在地）に校舎新築竣工移転
- 1927年（昭和2年）3月 - 財団法人組織になる
- 1931年（昭和6年）4月 - タイピスト養成所、商業科、教員養成科、家事裁縫専修科開科（現在は閉科）
- 1933年（昭和8年）5月 - 財団法人秋田高等家政女学校に改称
- 1944年（昭和19年）3月 - 財団法人秋田女子実業高校に改称
- 1948年（昭和23年）10月 - 財団法人敬愛学園高等学校中学校に改称
- 1949年（昭和24年）
  - 2月 - 別科（和裁・洋裁・タイプ科）開科（現在は閉科）
  - 12月 - 財団法人を学校法人に組織変更、秋田県より認可
- 1953年（昭和28年）
  - 1月 - 河辺郡下北手村桜字苔良地に男子部設立の認可
  - 4月 - 男子部開校（現在は合併し閉校）
- 1955年（昭和30年）4月 - 別科（理容科・美容科）開科
- 1966年（昭和41年）9月 - 新校舎落成
- 1979年（昭和54年）4月 - 学校法人敬愛学園国学館高等学校と改称
- 1981年（昭和56年）3月 - 家庭科調理コース（現・調理科）新設認可
- 1995年（平成7年）6月 - 校舎リニューアル
- 1999年（平成11年）4月 - 別科を秋田県理容美容専門学校に移行
- 2005年（平成17年）4月 - 普通科を単位制に移行
- 2019年（令和元年）9月 - 教室リフォーム

## 歴代校長
- 小野源蔵